# Apochinomma nitidum
Apochinomma nitidum là một loài nhện trong họ Corinnidae.
Loài này thuộc chi Apochinomma. Apochinomma nitidum được Tord Tamerlan Teodor Thorell miêu tả năm 1895.